# Partido Nacional Liberal (Alemanha)
O Partido Nacional Liberal (em alemão: Nationalliberale Partei, NP) foi um partido liberal da Confederação da Alemanha do Norte e do Império Alemão que existiu durante 1867 a 1918.
Durante a unificação da Alemanha liderada pela Prússia, os Nacional Liberais tornaram-se o partido dominante no Reichstag. Embora apoiando os valores comuns de liberalismo e nacionalismo, o partido continha duas fações que refletiam a divisão ideológica entre o Hegelianismo e o Idealismo: Uma fação defendia o poder do Estado através do Nationalstaat (Estado Nacional), e a outra punha ênfase na defesa das liberdades individuais do Rechtsstaat (Estado de Direito).
Esta divisão interna iria ser fatal para a unidade do partido, os Nacional Liberais mantiveram-se um partido fulcral no novo Império Alemão ao cooperarem com o Partido Progressista Alemão e o Partido Conservador Livre.
Com o eclodir da Primeira Guerra Mundial, a maioria dos membros do partidos apoiavam os objetivos expansionistas alemães, embora também defendendo a necessidade de reformas políticas internas. Após a Guerra, o partido viria a dissolver-se e as várias correntes deram origem a novos partidos. A maioria moderada e conservadora, liderada por Gustav Stresemann, iria dar origem ao Partido Popular Alemão enquanto a ala social-liberal esteve na origem do Partido Democrático Alemão. Por fim, a ala nacionalista do partido iria juntar-se ao Partido Popular Nacional Alemão.

## Resultados Eleitorais

### Eleições legislativas
| Data    | CI. | Votos     | %              | +/-   | Deputados | +/- |
| ------- | --- | --------- | -------------- | ----- | --------- | --- |
| 02/1867 | 1.º | 753 758   | 20,19 / 100,00 |       | 78 / 297  |     |
| 08/1867 | 2.º | 414 043   | 18,02 / 100,00 | 2,17  | 80 / 297  | 2   |
| 1871    | 1.º | 1 125 942 | 28,97 / 100,00 | 10,95 | 117 / 382 | 37  |
| 1874    | 2.º | 1 394 250 | 26,86 / 100,00 | 2,11  | 147 / 397 | 30  |
| 1877    | 1.º | 1 440 266 | 26,67 / 100,00 | 0,21  | 127 / 397 | 20  |
| 1878    | 2.º | 1 291 161 | 22,41 / 100,00 | 4,26  | 97 / 397  | 30  |
| 1881    | 4.º | 617 752   | 12,12 / 100,00 | 10,29 | 45 / 397  | 52  |
| 1884    | 2.º | 987 355   | 17,44 / 100,00 | 5,32  | 50 / 397  | 5   |
| 1887    | 1.º | 1 651 288 | 21,90 / 100,00 | 4,46  | 98 / 397  | 48  |
| 1890    | 4.º | 1 130 842 | 15,64 / 100,00 | 6,26  | 38 / 397  | 60  |
| 1893    | 4.º | 943 410   | 12,29 / 100,00 | 3,35  | 51 / 397  | 13  |
| 1898    | 3.º | 997 147   | 12,86 / 100,00 | 0,57  | 48 / 397  | 3   |
| 1903    | 3.º | 1 301 473 | 13,71 / 100,00 | 0,85  | 50 / 397  | 2   |
| 1907    | 3.º | 1 666 705 | 14,80 / 100,00 | 1,09  | 56 / 397  | 6   |
| 1912    | 3.º | 1 651 115 | 13,53 / 100,00 | 1,27  | 45 / 397  | 11  |